# Ari Nyman
Ari Kalevi Nyman (Turku, 7 februari 1984) is een Fins professioneel voetballer, die doorgaans speelt als verdediger. In 2009 verruilde hij FC Thun voor Inter Turku. Nyman maakte in 2004 zijn debuut in het Fins voetbalelftal.

## Interlandcarrière
Onder leiding van bondscoach Antti Muurinen maakte Nyman zijn debuut in het Fins voetbalelftal op 1 december 2004, toen de ploeg met 2–1 won van Bahrein. Andere debutanten in die vriendschappelijke wedstrijd waren Heikki Pulkkinen (AS Allianssi), Jarno Heinikangas (TPS Turku), Fredrik Svanbäck (Helsingborgs IF), Petri Oravainen (HJK Helsinki), Toni Lehtinen (FC Haka) en Keijo Huusko (TP-47).

## Erelijst
FC Inter Turku
- Finse beker

2009